# Артемія соляна
Артемія соляна (Artemia salina) — вид зяброногих ракоподібних родини Artemiidae.

## Поширення
Вид поширений в Південній Європі, Північній Африці та Малій Азії. Деякі систематики пропонували північноафриканських представників виділити у вид A. tunisiana, проте генетичні дані не підтверджують такого поділу. Раніше вважалося, що вид поширений в Північній Америці, проте згодом визначено, що це вид Artemia franciscana.
Мешкає у солоних озерах, ставках і тимчасових водоймах. В Україні трапляється в Сакському озері, Сиваші, солоних озерах Арабатської стрілки (Крим) та Слов'янська (Донецька область), у Куяльницькому лимані.

## Опис
Тіло завдовжки 1-1,5 см. Самці дрібніші від самиць. Зовні самців легко відрізнити за гачкоподібними органам захоплення, що утворені з антен на голові, а самиць за наявністю виводкової камери на череві.
Забарвлення залежить від споживаної їжі і концентрації розчиненого у воді кисню і варіює від зеленого до яскраво-червоного. Тіло поділяється на головний, грудний, черевний і хвостовий. На голові розташовані двоє великих складних очей на стеблинках, невеликі прості очі, антени і ротові частини. Грудний відділ складається з 11 сегментів, кожен з парою розширених ніжок. Ніжки мають по зовнішньому краю по три зовнішніх придатка, що виконують функцію зябер, а на внутрішній стороні — по п'ять внутрішніх придатків зі щетинками, які виконують плавальні функції та фільтрують органічні рештки. У черевному відділі 8 сегментів без кінцівок. Перші два сегменти злиті в статевий орган, на якому у самиці є виводкова камера, а у самця — копулятивний орган. Хвостовий відділ складається з двох видовжених члеників зі щетинками. Природне положення рачка при русі в товщі води — черевною частиною догори.

## Спосіб життя
Харчується планктонними найпростішими, одноклітинними водоростями, бактеріями та органічними рештками. Поживу відфільтровує з товщі води. Теплолюбний вид. Рачок активний при температурі 25-28 °С. При зниженні температури його життєві процеси сповільнюються, і при температурі менше 5 °С він гине. Статевої зрілості досягає у віці 18-30 днів. Самиця відкладає по 50-250 яєць кожні 5 — 7 днів. Впродовж життя буває до 18 кладок. Яйця розвиваються у виводковій камері, поки не вилупиться вильноплаваюча личинка науплій. За несприятливих умов самиці відкладають замість яєць цисти, які можуть зберігати свою життєздатність протягом 3 — 4 років. При встановленні сприятливих умов з цист вилуплюються науплії.